# Batracomorphus ogasawarensis
Batracomorphus ogasawarensis är en insektsart som beskrevs av Matsumura 1912. Batracomorphus ogasawarensis ingår i släktet Batracomorphus och familjen dvärgstritar. Inga underarter finns listade i Catalogue of Life.